# Градска градина (Драма)
Вижте пояснителната страница за други значения на Градска градина.
Градската градина (на гръцки: Δημοτικός Κήπος) е парк в центъра на македонския град Драма, Гърция.
Паркът първоначално носи името Национална градина (Εθνικός Κήπος) и е на практика остатък от голяма гора, съществувала в района. През XVII век Евлия Челеби посещава града и се възхищава от парка в близост до Ески джамия.
| „ | Никъде няма такова място, пълно с извори и езера, нито в Румелия, нито в Персия, нито в Балкх, нито в Бухара, нито в Германия. Стотици извори изпускат кристално чиста вода и от големи езера, тя прелива в по-малки. Водата, която идва от тези райски извори е много вкусна, но също така студена и трудна за пиене дори през юли... Навсякъде има яблани и други дървета, даващи дълбока сянка. В клоните гнездят хиляди и хиляди многоцветни птици, които пеят прекрасно... | “ |

До второто десетилетие на XX век градината е затворена и в нея има кафенета, в които свири жива музика. По време на второто българско управление зад хотел „Ксения“ са изградени два големи басейна за разходки с лодки и плуване. От северната страна до началото на 60-те години има два покрити пазара. В източната част на градината, срещу булевард „Етники Амина“, до 70-те години има високи дървета, а след това лятно кино. В градината има паметник на Националната съпротива срещу окупаторите по време на Втората световна война и на бунта в Националната мецовска политехника от 17 ноември 1973 година. В източната част има статуя на свободата, посветена на влизането на гръцките войски в града на юли 1913 година, дело на скулптора Лазарос Ламерас и архитекта Й. Халепас.